# 中甸龙胆
中甸龙胆（学名：Gentiana chungtienensis）是龙胆科龙胆属的植物，是中国的特有植物。分布在中国大陆的云南等地，生长于海拔3,000米至3,700米的地区，见于草坡上，目前尚未由人工引种栽培。
其种加词“chungtienensis”意为“中甸（云南省迪庆藏族自治州香格里拉市）的”。